# Siegbert Franklin
Siegbert Franklin (Fortaleza, (1957-2011) foi um artista plástico e ilustrador nascido em Fortaleza que passa a atuar profissionalmente em 1975 no Salão do Crato - CE e logo depois em 1978 com uma grande individual na galeria Antonio Bandeira - Feira de Ilusões. 
Cria um enorme interesse sobre seu trabalho entre críticos do Sudeste como Frederico de Moraes e Walmir Ayala já que se tratava de uma obra com fortes tendências conceituais, quando arte conceitual ainda não era uma moda vigente entre os jovens artistas do nordeste. Sob supervisão de Bené Fonteles, Siegbert Franklin passa a mostrar desenhos e colagem com forte influência nos quadrinhos e na vertente da arte alemã do realismo critico. 
Depois de ganhar importantes prêmios em salões nacionais (Salão Pernambucano de Arte, Salão do Paraná, Mostra do Desenho Brasileiro em Curitiba, Salão Nacional do Ceará e Salão de Abril em duas edições, Unifor Plástica entre outras) é convidado pelo Professor Bardi, na época curador e diretor do MASP em São Paulo, a fazer uma mostra individual de seus desenhos naquele prestigioso museu.
Muda-se para São Paulo onde passa a trabalhar com várias galerias da cidade e a participar de mostras por todo o território nacional. Atualmente tem atividades constantes na Alemanha e França onde mantém trabalhos em galerias institucionais e particulares. 
Desenvolve trabalhos em vídeo e instalações alem de continuar ativo com seu trabalho sobre suportes convencionais como a pintura a gravura-litografia e o desenho. Também tem atuado como curador e ministrado oficinas, palestras e workshops no Brasil e na Europa. Residiu em Fortaleza desde 2006 até 2011. Falece em São Paulo em 2011.

## ligações externas
- Página sobre o artista